# Genadio II
Genadio II (en griego: Γεννάδιος Βʹ; nombre laico Γεώργιος Κουρτέσιος Σχολάριος, Georgios Kourtesios Scholarios; c. 1400-c. 1473) fue un filósofo y teólogo bizantino, y patriarca ecuménico de Constantinopla de 1454 a 1464. Fue un firme defensor del uso de la filosofía aristotélica en la Iglesia Oriental.
Genadio estuvo, junto con su mentor, Marcos de Éfeso, involucrado en el Concilio de Florencia que pretendía acabar con el cisma entre Oriente y Occidente. Genadio había estudiado y escrito extensamente sobre teología occidental. Tras el fracaso de la unión de Florencia y la caída de Constantinopla, Genadio se convirtió en el primer patriarca ecuménico de la Constantinopla otomana.

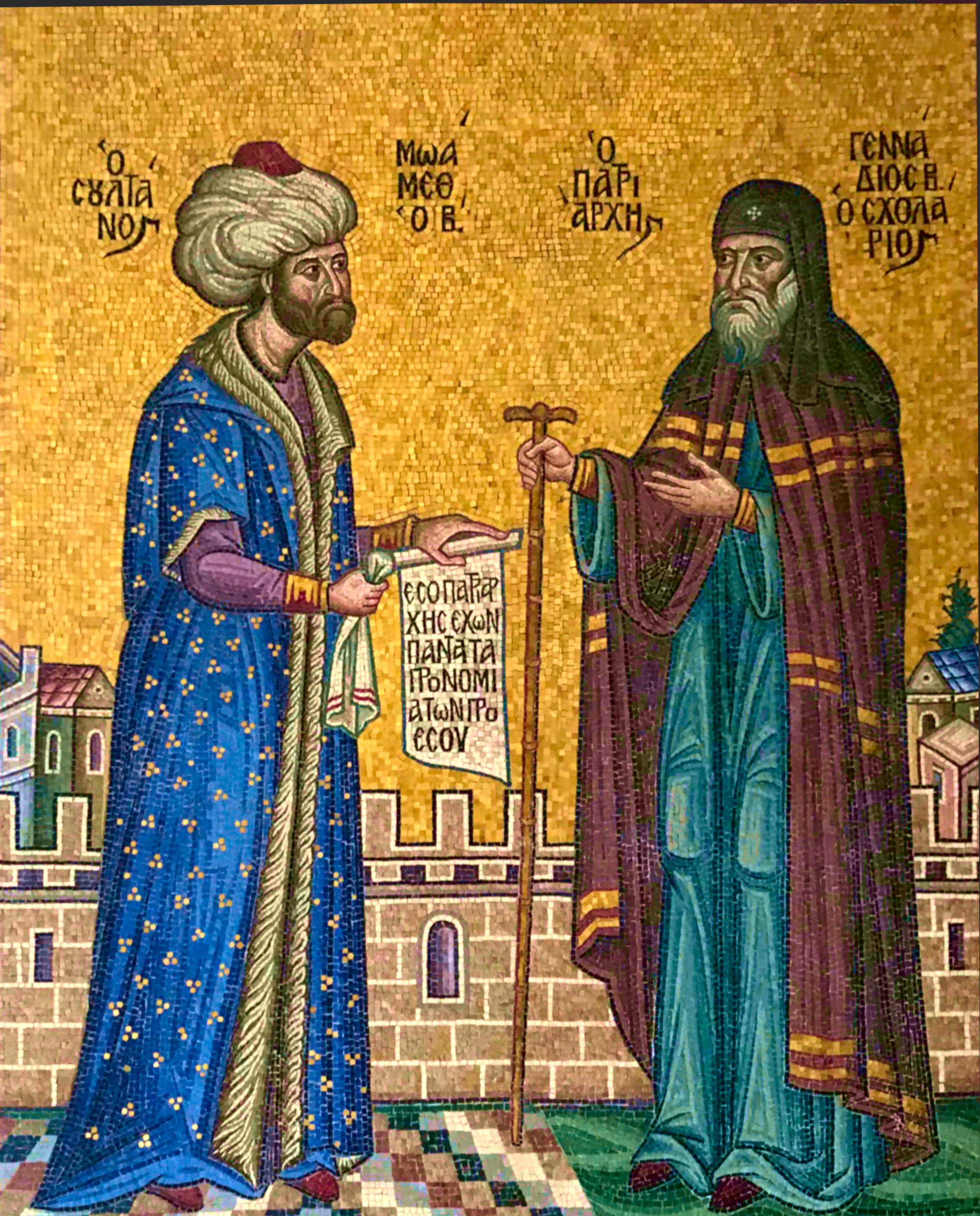
Mehmed II junto al patriarca Genadio en un mosaico de la época.

Polémico, Genadio II dejó por escrito varios tratados sobre las diferencias entre la teología oriental y occidental, la cláusula Filioque, la defensa del aristotelismo y extractos de una exposición (titulada Confesión) de la fe ortodoxa dirigida a Mehmed II.